# M'Tsangamouji
M'Tsangamouji é uma comuna francesa no departamento ultramarino de Mayotte. Estende-se por uma área de 21.84 km², e possui 6.432 habitantes, segundo o censo de 2018, com uma densidade de 290 hab/km².